# Žraločí maso

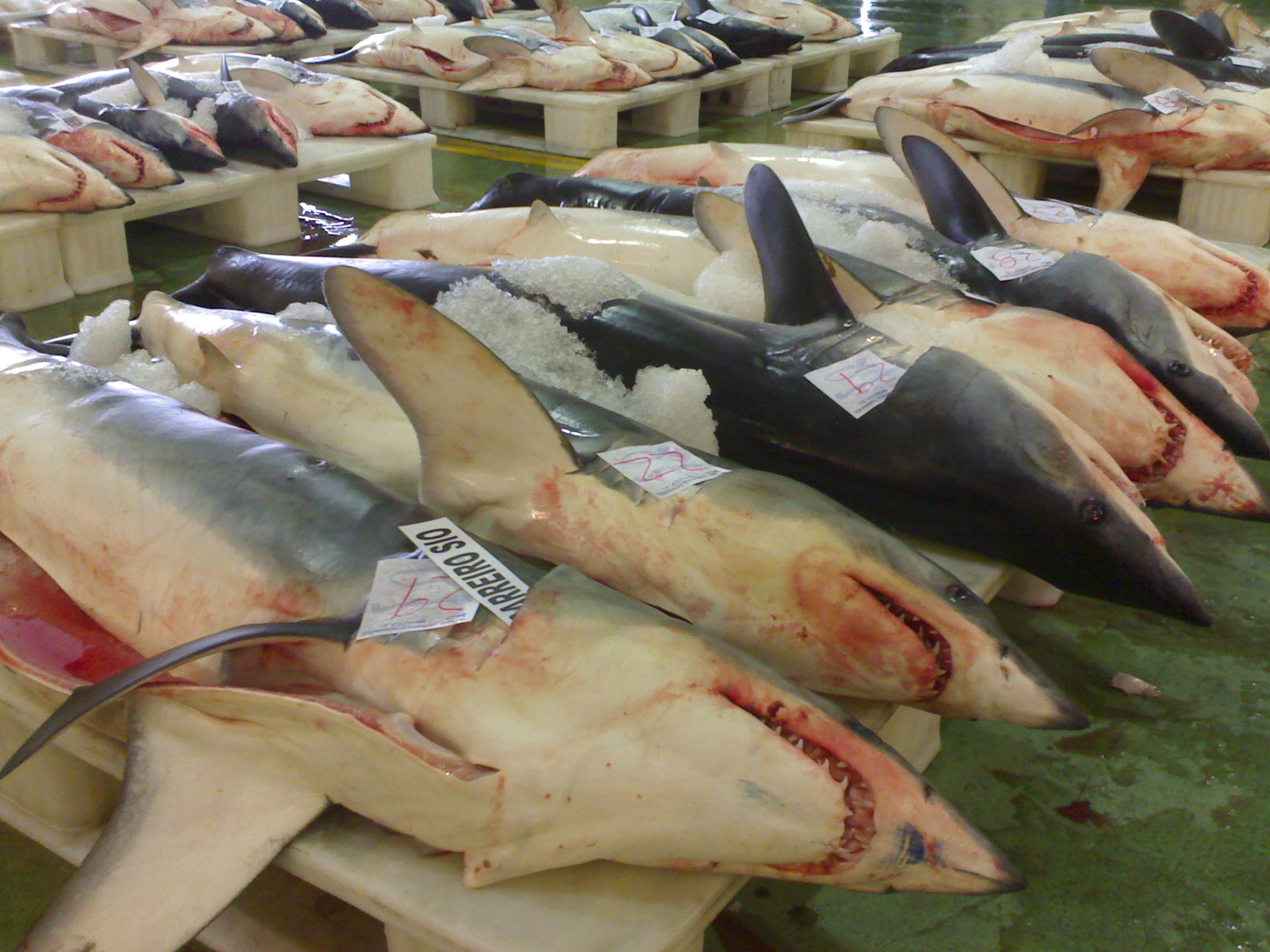
Dražba žraloků mako (Isurus oxyrinchus) v přístavu Vigo

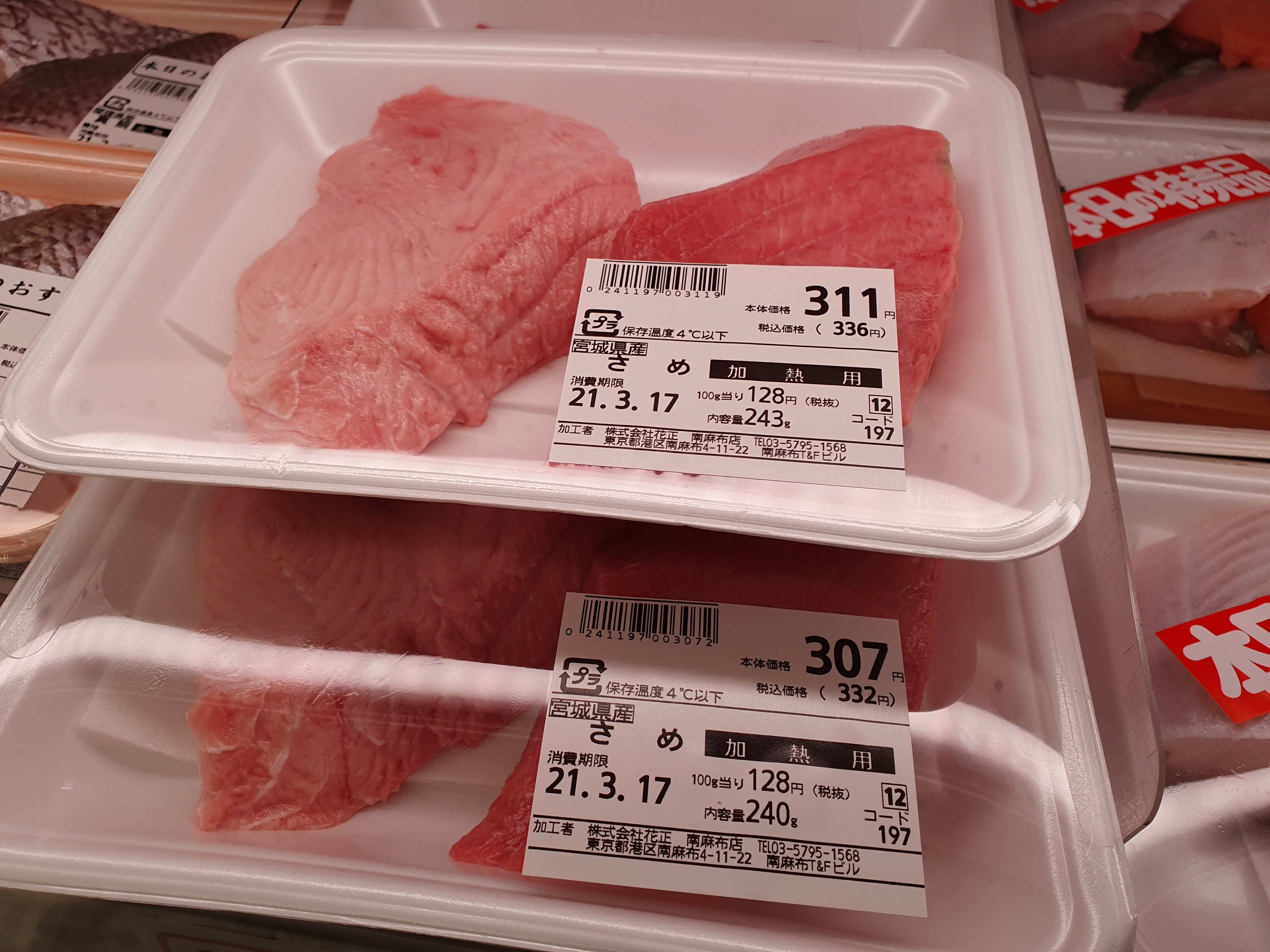
Žraločí maso v supermarketu v Tokiu

Žraločí maso druh masa pocházejícího ze žraloků. Pro lidskou spotřebu se loví několik druhů žraloků, například žralok sleďový (Lamma nasus), žraloci z řádu modrounovití (Carcharhinidae), z čeledi liškounovití či žraloci rodu Isurus. Žraločí maso se konzumuje minimálně od pozdní doby bronzové (1550 až 1130 př. n. l.). V 21. století je oblíbené v Asii, kde se často konzumuje sušené, uzené nebo nasolené. Největším spotřebitelem žraločího masa na světě je Brazílie, ale pravidelně se konzumuje i na Islandu, v Japonsku, Austrálii, v některých částech Indie a Kanady, na Srí Lance, v Africe, Mexiku a Jemenu.

## Příprava
Nezpracované žraločí maso může mít silný zápach po amoniaku kvůli vysokému obsahu močoviny, která se vytváří při rozkladu masa. Obsah močoviny a zápach amoniaku lze snížit marinováním masa v tekutinách, jako je citronová šťáva, ocet, mléko nebo slaná voda. Mezi metody přípravy patří krájení masa na steaky a filety.

## Konzumace žraločího masa podle geografických oblastí

### Afrika
Ve východní Africe a na ostrovech v Indickém oceánu se s žraločím masem obchoduje a po staletí je zde významným zdrojem bílkovin. Konzumuje se především v pobřežních oblastech. Může být konzervováno solí, aby se prodloužila jeho trvanlivost a usnadnila jeho příprava.

### Amerika

#### Brazílie

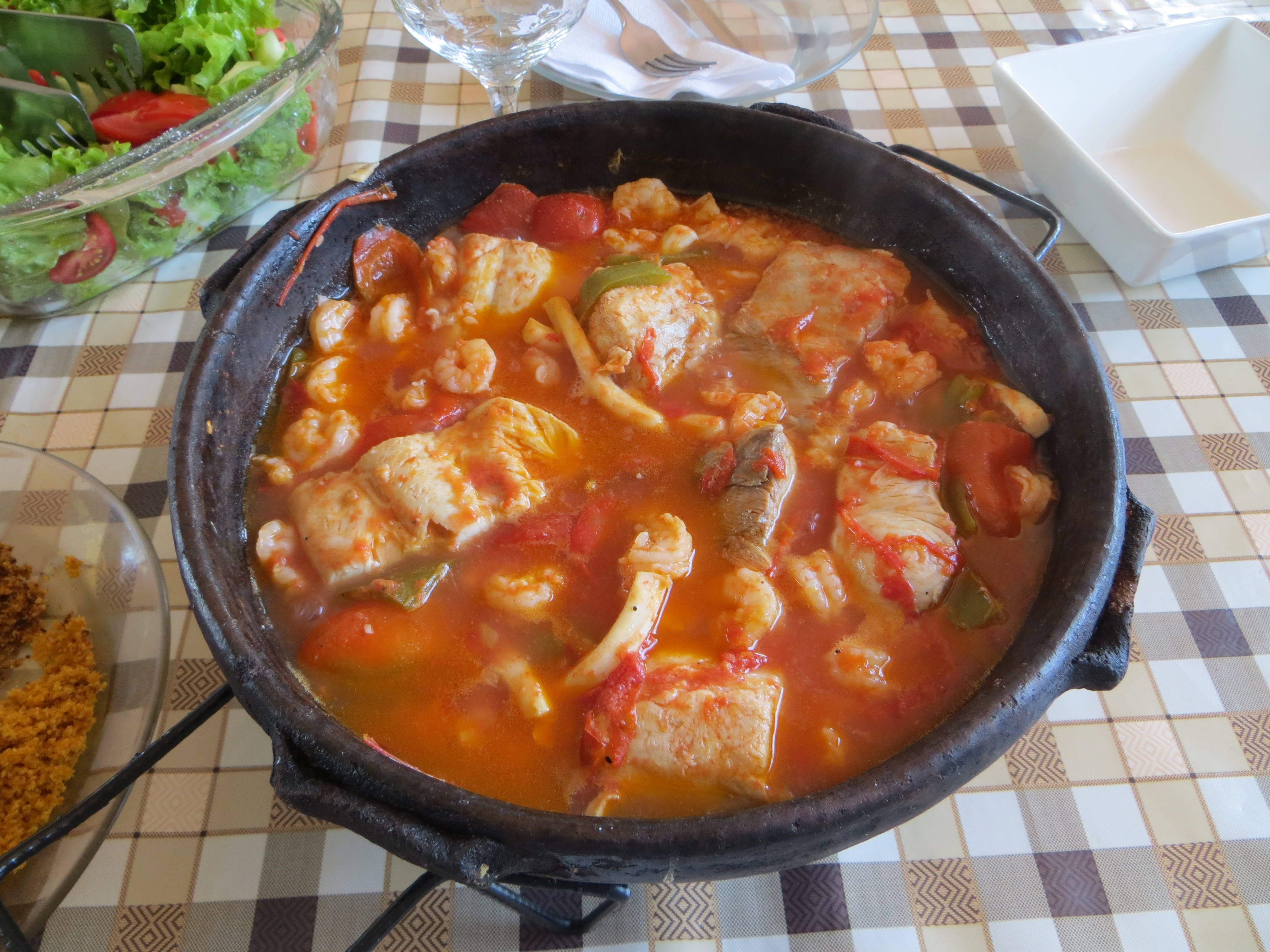
Domácí brazilská moqueca ze žraločím masem, krevetami a zeleninou

Brazílie je největším spotřebitelem žraločího masa na světě. Nejběžnějším druhem loveným a konzumovaným v této zemi je žralok modrý (Prionace glauca), ale Brazílie je zároveň největším dovozcem žraločího masa a dovážené druhy často nejsou správně identifikovány. Žraločí maso se prodává obecně jako cação, bez ohledu na druh žraloka. Ačkoli se slovo cação překládá jako žralok, běžnější výraz pro žraloka je tubarão. To vede k mylné představě asi poloviny obyvatelstva, že cação je označení pro specifický druh žraloka, i když ve skutečnosti se tímto slovem obecně označuje žraločí maso.
Žraločí maso je oblíbené díky své nízké ceně a tomu, že neobsahuje kosti. Je to jedna z nejčastěji používaných ingrediencí do místního pokrmu zvaného moqueca, což je tradiční brazilský rybí guláš.
Na rozdíl od asijských zemí nemá polévka ze žraločích ploutví v Brazílii prakticky žádnou poptávku, proto je v zemi velmi vzácná i kontroverzní praktika odřezávání ploutví. Běžným problémem však je, že žraločí ploutve se v Asii často prodávají za vysoké ceny, zatímco jejich těla se do Brazílie vyvážejí velmi levně. Brazilský trh tak může poskytovat ospravedlnění pro lov žraloků, přičemž zastírá plýtvání způsobené odřezáváním ploutví, aniž by ve skutečnosti snižoval jeho dopady.

### Asie
Žraločí maso je v Asii běžná a oblíbená surovina. V roce 1999 vedly asijské země dohromady v počtu ulovených žraloků. V asijských rybolovných oblastech bylo v roce 1996 vyloveno 55,4 % světově ulovených žraloků.

#### Japonsko
Japonsko má velký podíl na trhu s mraženým i čerstvým žraločím masem, a to jak v oblasti dovozu, tak vývozu. Žraločí maso se v Japonsku obvykle konzumuje v upravené formě, jako jsou například rybí klobásy, surimi, rybí pasta, rybí koule a další výrobky.

#### Korea
V Koreji se v provincii Severní Kjongsang konzumuje pokrm dombaegi (돔배기), solené žraločí maso. V Jongčchonu je považováno za lokální pokrm, který je běžné konzumován během svátků.

#### Indie
Mori mutton také známý jako moryechi xacuti, je pikantní goanské rybí kari se žraločím masem. Toto pikantní kari se připravuje marinováním žraločího mláděte v zelené masále a jeho vařením v kari s cibulí, kořením a kokosem.

#### Jemen
Solené, sušené žraločí maso známé jako lakhm (لخم) je široce konzumováno v jihovýchodní části Jemenu, zejména v guvernorátu Hadramaut.

### Austrálie
Žraločí maso je v Austrálii oblíbené. Známé je zde pod slovem flake, které odkazuje na maso jakéhokoliv žraloka. Maso se zde získává především z druhu hladkouna antarktického (Mustelus antarcticus). Jedná se o malý druh žraloka, který se živí u dna a hojně se vyskytuje podél východního pobřeží Austrálie. Vzhledem k vyčerpání australských a poté novozélandských populací žraloků je však místní poptávka po žraločím mase čím dál více uspokojována masem pocházejícím z Jižní Afriky. Žraločí maso lze koupit i jako hotové jídlo ve většině australských obchodů fish and chip, obvykle ve formě obalovaných nebo grilovaných filetů.

### Evropa

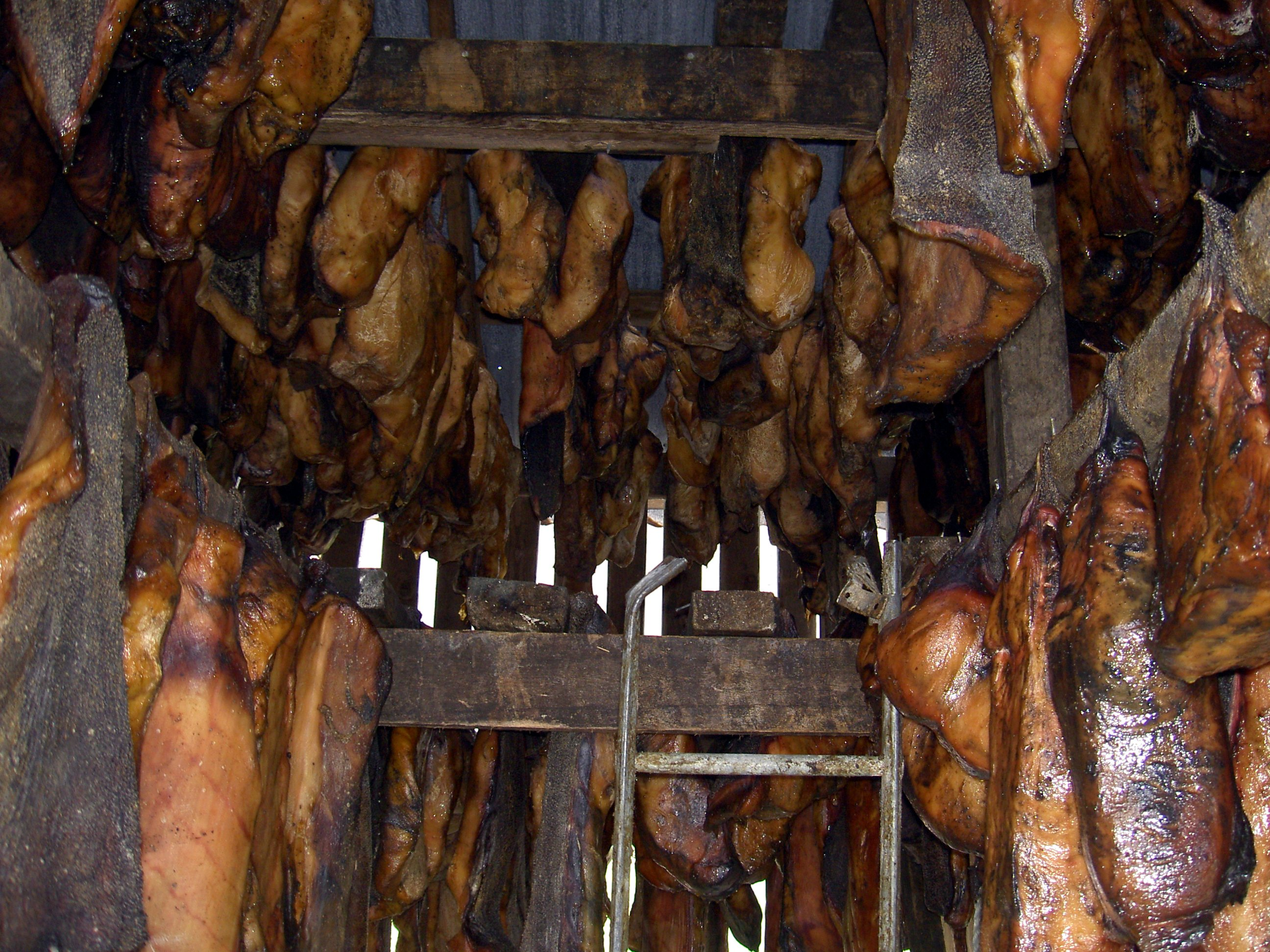
Hákarl sušený na Islandu

Podle Organizace OSN pro výživu a zemědělství (FAO) jsou evropské země hlavními trhy pro žraločí maso. Nakládaní žraloci z čeledi ostrounovití (Squalidae) jsou oblíbeným jídlem v Německu, Francii a v dalších severoevropských zemích. Maso se obvykle zpracovává a konzumuje ve formě steaků a filetů. V Německu se však dává přednost hřbetům, břichu a uzeným břišním chlopním, které se označují jako Schillerlocken.

#### Island
Na Islandu je hákarl národním pokrmem připravovaným ze žraloka malohlavého (Somniosus microcephalus) nebo dalších žraloků z čeledi světlošovití (Somniosidae). Žraločí maso se zahrabe, fermentuje a poté se několik měsíců suší.

## Zdravotní rizika konzumace žraločího masa
Je prokázáno, že žraločí maso často obsahuje methylrtuť. Protože jsou žraloci na vrcholu potravního řetězce, absorbují tuto látku prostřednictvím potravy, a proto se v nich hromadí. Laboratorní výsledky ukázaly, že skutečné hodnoty překračují v průměru povolené limity 200 krát. Pravidelná konzumace žraločího masa může vést k otravě, která může způsobit poruchy nervového systému. Německá Federální agentura pro životní prostředí nedoporučuje konzumaci žraločího masa těhotným ženám.